# Liste der Bodendenkmale in Bad Frankenhausen/Kyffhäuser
In der Liste der Bodendenkmale in Bad Frankenhausen/Kyffhäuser sind alle Bodendenkmale der Stadt Bad Frankenhausen/Kyffhäuser und ihrer Ortsteile aufgelistet. Grundlage ist die Auflistung von Erhard Schröter aus dem Jahr 1986 und die Datenbank herausragender archäologischer Denkmale des Thüringisches Landesamtes für Denkmalpflege und Archäologie. Die Baudenkmale sind in der Liste der Kulturdenkmale in Bad Frankenhausen aufgeführt.
| Denkmal-ID | Fundart      | Ortsteil                     | Bezeichnung                         | Zeitstellung                                   | Lage                                                                           | Bemerkungen                              | Bild |
| ---------- | ------------ | ---------------------------- | ----------------------------------- | ---------------------------------------------- | ------------------------------------------------------------------------------ | ---------------------------------------- | ---- |
| ?          | Burganlage   | Bad Frankenhausen/Kyffhäuser | Hausmannsturm                       | Mittelalter, Neuzeit                           | Nordrand des Orts                                                              |                                          |      |
| ?          | Burganlage   | Bad Frankenhausen/Kyffhäuser | Spornburg „Kattenburg“              | Mittelalter, Neuzeit                           | 2 km nordwestlich des Orts                                                     |                                          |      |
| ?          | Kultstätte   | Bad Frankenhausen/Kyffhäuser | Klufthöhlen „Schuchardhöhlen“       | Neolithikum, Bronzezeit, Vorrömische Eisenzeit | 1,5 km nordwestlich des Orts                                                   | 15 kleine Spalthölen, Ausgrabung 1948–55 |      |
| ?          | Steindenkmal | Bad Frankenhausen/Kyffhäuser | Steinkreuz „Jägerkreuz“             | Mittelalter, Neuzeit                           | 1,2 km nördlich des Orts                                                       |                                          |      |
| ?          | Steindenkmal | Bad Frankenhausen/Kyffhäuser | Steinkreuz                          | Mittelalter, Neuzeit                           | 0,5 km westlich des Orts, Straße nach Rottleben                                |                                          |      |
| ?          | Richtstätte  | Bad Frankenhausen/Kyffhäuser | Galgenberg                          | Mittelalter, Neuzeit                           | 30 m nordöstlich des Wanderwegs von Bad Frankenhausen zum Waldschlösschen      |                                          |      |
| ?          | Altbergbau   | Bad Frankenhausen/Kyffhäuser | Kupferschiefer-Haldenfeld Rathsfeld | Bronzezeit, Mittelalter, Neuzeit               |                                                                                |                                          |      |
| ?          |              | Bad Frankenhausen/Kyffhäuser | Schlachtberg                        | Mittelalter, Neuzeit                           | Nördlich des Orts                                                              |                                          |      |
| ?          | Steindenkmal | Ichstedt                     | Steinkreuz                          | Mittelalter, Neuzeit                           | 1,2 km westlich des Orts, Straße nach Udersleben                               |                                          |      |
| ?          | Steindenkmal | Seehausen                    | Steinkreuz                          | Mittelalter, Neuzeit                           | Östlicher Ortsrand, Straße nach Oldisleben                                     |                                          |      |
| ?          | Steindenkmal | Seehausen                    | Menhir                              | Neolithikum                                    | 1 km südöstlich des Orts, nahe der B 85, an der Gemarkungsgrenze zu Oldisleben |                                          |      |